# Nanda Kishor Pun
Nanda Bahadur Pun, también conocido como Nanda Kishor Pun, (nacido el 23 de octubre de 1965, en Rangsi, Rolpa) es un líder comunista en Nepal. Es el anterior vicepresidente de este país, obteniendo el cargo a finales de 2015. Es miembro del Ejército Popular de Liberación del Nepal (EPL), y del Partido Comunista Unificado de Nepal, construido durante la guerra civil de Nepal de 1996-2006 y por el cual milita.
Es el máximo líder del partido del EPL, a excepción del primer ministro Pushpa Kamal Dahal. Es miembro del Comité Central del PCN, director de la Academia Militar PLA y jefe adjunto del comité de la ONU creado por el gobierno de Nepal y el PCN para controlar el tráfico de armas después del acuerdo de paz en noviembre de 2006.

## Primeros años
Pun es de etnia magar y el cuarto de siete hermanos. Inició su vocación política en 4.º grado juntamente con otros estudiantes comunistas. De no ser por la rebelión de 1996, hubiera ejercido como profesor de geografía en Rolpa.
Después de la fundación del partido predecesor del PCUN, el Partido Comunista del Nepal (Centro de Unidad) en 1990, fue miembro del primer comité del distrito de Rolpa. Se convirtió en el primer presidente de distrito de Rolpa de la Liga de la Juventud Comunista.

## Guerra civil
El 13 de febrero de 1996 se reunieron 35 miembros maoístas (entre ellos dos mujeres) con el objetivo de llamar a la guerra popular atacando un puesto de policía en Holeri, Rolpa. Pasang fue el segundo al mando bajo el nombre de Ananta (en sánscrito "final").
Pun fue una pieza central en la mayoría de reorganización de las fuerzas maoístas durante la guerra civil. Participó dentro del partido comunista formalmente en septiembre de 2001, y luego fue comandante del primer batallón del Ejército Popular. La etnia magar fue el grupo nacional más grande de las tropas de combate en las fuerzas maoístas, sobre todo, en los primeros años, por lo que Pun gozó de cierto renombre en este conjunto. También participó en la planificación y gestión de muchos de los ataques más grandes e importantes contra el ejército de Nepal.

## Cargos políticos
Después de que la guerra civil acabara con un cese del fuego en mayo de 2006, y se comenzaron a impulsar las conversaciones de paz,  Nanda Kishor Pun participó como un negociador líder y portavoz del PCN en cuestiones militares. En noviembre de 2006, fue el representante maoísta en la Comisión mixta con el gobierno, designado bajo el liderazgo de las Naciones Unidas, dirigiendo las cuestiones de tropas y armamento.
El 12 de septiembre de 2008, Pasang fue nombrado jefe del PLA por el CPN (maoísta). En contra de la candidata nepalí al Congreso Amiya Kumar Yadav por 113 votos, fue elegido como segundo vicepresidente de Nepal en octubre de 2015.